# Polyrhachis nudata
Polyrhachis nudata är en myrart som beskrevs av Smith 1860. Polyrhachis nudata ingår i släktet Polyrhachis och familjen myror. Inga underarter finns listade i Catalogue of Life.